# Algenroth
Algenroth ist ein Ortsteil der Flächengemeinde Heidenrod im südhessischen Rheingau-Taunus-Kreis.

## Geographie
Algenroth ist der westlichste Ortsteil von Heidenrod im westlichen Hintertaunus. Rund 200 Meter westlich der Ortslage grenzt der Rhein-Lahn-Kreis im Bundesland Rheinland-Pfalz. Das Dorf besteht aus etwa 40 bebauten Grundstücken. Algenroth liegt in 370 Meter Höhe auf einem landwirtschaftlich genutzten Höhenrücken zwischen dem Morsbach im Süden und dem Seitzgraben im Norden, die beide nach Westen über die Landesgrenze dem Mühlbach zufließen. Westlich von Algenroth, knapp jenseits der Landesgrenze, endet der Höhenrücken in dem 375 Meter hohen Algenrother Berg. Nach Osten in Richtung des Nachbarortes Zorn steigt der Höhenzug über den Weißen Stein zum 445 Meter hohen Pfaffenberg an. Bewaldete Gemarkungsteile sind die der Sonne abgewandten Hanglagen südlich von Morsbach und Seitzgraben. Der höchste Punkt von Algenroth liegt an der südlichen Gemarkungsgrenze 460 Meter hoch am Nordhang des Galgenküppel (495 m).
Die nächstgelegenen Ortschaften sind im Südwesten Weidenbach und Diethardt, im Nordwesten Münchenroth, im Nordosten Niedermeilingen und Obermeilingen sowie im Südosten Zorn.

## Geschichte

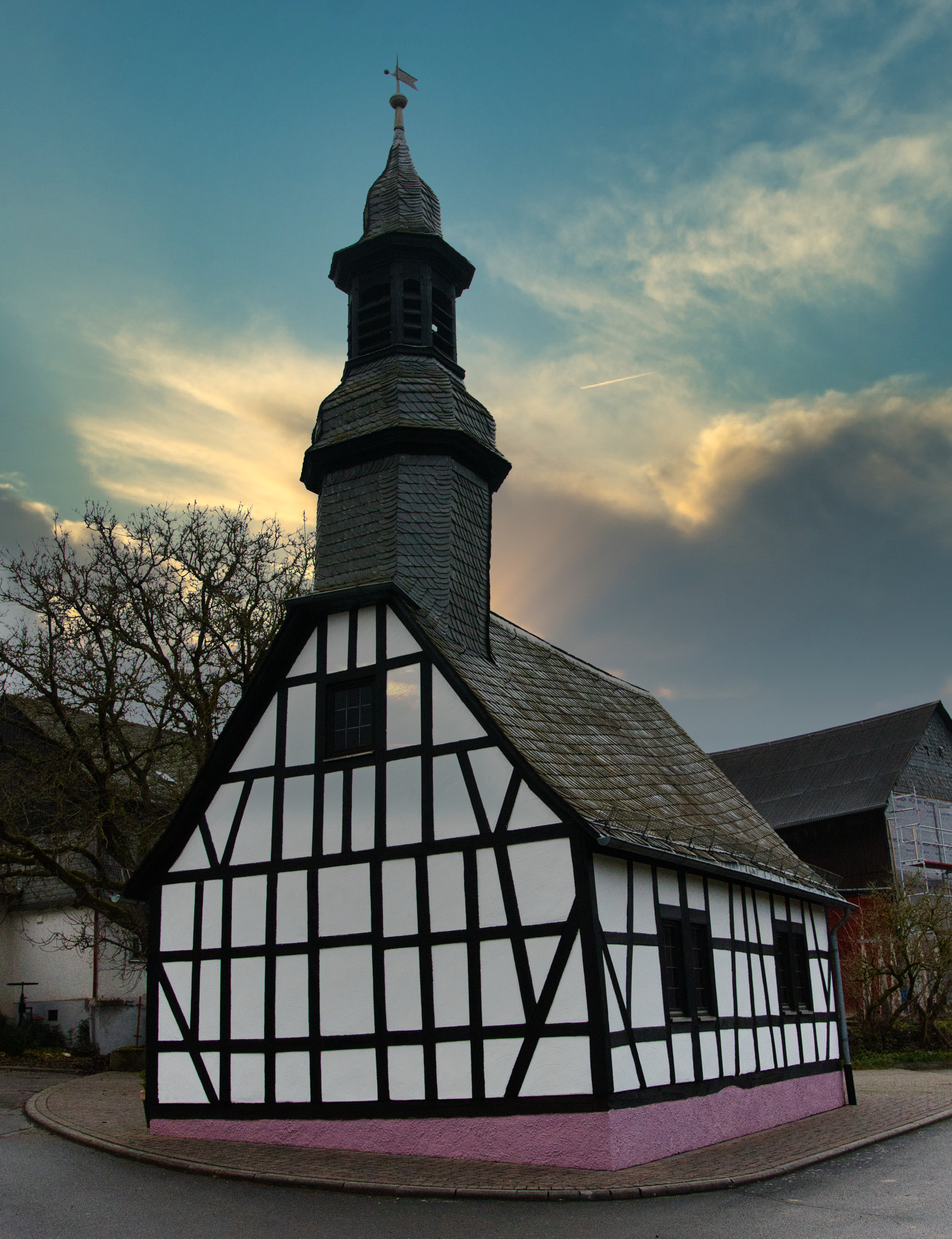
Das ehemalige Backhaus von Algenroth heute eine Evangelische Kapelle.

Der früheste erhalten gebliebene urkundliche Nachweis belegt das Bestehen des Ortes Aldegerod seit dem Jahr 1297. Im Jahr 1583 wurden 6 Hausgesäße (Haushalte) gezählt. Der Ort war im Amt Hohenstein Teil der Niedergrafschaft Katzenelnbogen und kam mit dieser als Erbschaft 1479 an das Haus Hessen und 1816 an das Herzogtum Nassau, wo Algenroth dem Amt Langen-Schwalbach zugeteilt wurde. Nach der Annexion des Herzogtums durch Preußen wurde der Ort 1867 dem Untertaunuskreis im Regierungsbezirk Wiesbaden zugeordnet.
Im Zuge der Gebietsreform in Hessen fusionierten sich die bis dahin selbständige Gemeinde Algenroth mit 15 weiteren Gemeinden am 31. Dezember 1971 auf freiwilliger Basis zur Gemeinde Heidenrod.  Sitz der Gemeindeverwaltung wurde der Ortsteil Laufenselden. Für Algenroth wurde, wie für alle anderen Ortsteile von Heidenrod, ein Ortsbezirk mit Ortsbeirat und Ortsvorsteher eingerichtet.

### Territorialgeschichte und Verwaltung im Überblick
Die folgende Liste zeigt im Überblick die Territorien, in denen Algenroth lag, bzw. die Verwaltungseinheiten, denen es unterstand:
- 1530 und später: Heiliges Römisches Reich, Landgrafschaft Hessen, Niedergrafschaft Katzenelnbogen, Amt Hohenstein
- ab 1567: Heiliges Römisches Reich, Hessen-Rheinfels, Niedergrafschaft Katzenelnbogen, Amt Hohenstein
- ab 1583: Heiliges Römisches Reich, Landgrafschaft Hessen-Darmstadt, Niedergrafschaft Katzenelnbogen, Amt Hohenstein
- ab 1648: Heiliges Römisches Reich, Landgrafschaft Hessen-Kassel, Niedergrafschaft Katzenelnbogen, Amt Hohenstein
- 1806–1813: Kaiserreich Frankreich, Niedergrafschaft Katzenelnbogen (Pays réservé de Catzenellenbogen)
- ab 1816: Deutscher Bund, Herzogtum Nassau, Amt Langen-Schwalbach
- ab 1849: Deutscher Bund, Herzogtum Nassau, Regierungsbezirk Wiesbaden, Kreisamt Langen-Schwalbach (Trennung zwischen Justiz (Justizamt Langen-Schwalbach) und Verwaltung)
- ab 1854: Deutscher Bund, Herzogtum Nassau, Amt Langenschwalbach
- ab 1867: Königreich Preußen, Provinz Hessen-Nassau, Regierungsbezirk Wiesbaden, Untertaunuskreis
- ab 1871: Deutsches Reich, Königreich Preußen, Provinz Hessen-Nassau, Regierungsbezirk Wiesbaden, Untertaunuskreis
- ab 1918: Deutsches Reich, Freistaat Preußen, Provinz Hessen-Nassau, Regierungsbezirk Wiesbaden, Untertaunuskreis
- ab 1944: Deutsches Reich, Freistaat Preußen, Provinz Nassau, Untertaunuskreis
- ab 1945: Amerikanische Besatzungszone, Groß-Hessen, Regierungsbezirk Wiesbaden, Untertaunuskreis
- ab 1949: Bundesrepublik Deutschland, Land Hessen (ab 1946), Untertaunuskreis
- ab 1968: Bundesrepublik Deutschland, Regierungsbezirk Darmstadt, Untertaunuskreis
- am 31. Dezember 1971 als Ortsteil zu Heidenrod
- ab 1977: Bundesrepublik Deutschland, Regierungsbezirk Darmstadt, Rheingau-Taunus-Kreis

### Einwohnerentwicklung

#### Einwohnerstruktur
Nach den Erhebungen des Zensus 2011 lebten am Stichtag dem 9. Mai 2011 in Algenroth 81 Einwohner. Darunter waren 6 (7,4 %) Ausländer.
Nach dem Lebensalter waren 15 Einwohner unter 18 Jahren, 30 zwischen 18 und 49, 21 zwischen 50 und 64 und 12 Einwohner waren älter.
Die Einwohner lebten in 33 Haushalten. Davon waren 12 Singlehaushalte, 9 Paare ohne Kinder und 9 Paare mit Kindern, sowie 3 Alleinerziehende und keine Wohngemeinschaften. In 3 Haushalten lebten ausschließlich Senioren/-innen und in 24 Haushaltungen lebten keine Senioren/-innen.

#### Einwohnerzahlen
- 1583: 6 Hausgesesse[1]

| Algenroth: Einwohnerzahlen von 1809 bis 2014 | Algenroth: Einwohnerzahlen von 1809 bis 2014 | Algenroth: Einwohnerzahlen von 1809 bis 2014 | Algenroth: Einwohnerzahlen von 1809 bis 2014 | Algenroth: Einwohnerzahlen von 1809 bis 2014 |
| --- | -------------------------------------------- | -------------------------------------------- | -------------------------------------------- | -------------------------------------------- |
| Jahr |                                              |                                              |                                              | Einwohner                                    |
| 1809 | 1809                                         |                                              | 78                                           | 78                                           |
| 1823 | 1823                                         |                                              | 83                                           | 83                                           |
| 1834 | 1834                                         |                                              | 91                                           | 91                                           |
| 1840 | 1840                                         |                                              | 90                                           | 90                                           |
| 1846 | 1846                                         |                                              | 93                                           | 93                                           |
| 1852 | 1852                                         |                                              | 87                                           | 87                                           |
| 1858 | 1858                                         |                                              | 89                                           | 89                                           |
| 1864 | 1864                                         |                                              | 90                                           | 90                                           |
| 1871 | 1871                                         |                                              | 96                                           | 96                                           |
| 1875 | 1875                                         |                                              | 92                                           | 92                                           |
| 1885 | 1885                                         |                                              | 87                                           | 87                                           |
| 1895 | 1895                                         |                                              | 86                                           | 86                                           |
| 1905 | 1905                                         |                                              | 93                                           | 93                                           |
| 1910 | 1910                                         |                                              | 89                                           | 89                                           |
| 1925 | 1925                                         |                                              | 76                                           | 76                                           |
| 1939 | 1939                                         |                                              | 86                                           | 86                                           |
| 1946 | 1946                                         |                                              | 112                                          | 112                                          |
| 1950 | 1950                                         |                                              | 103                                          | 103                                          |
| 1956 | 1956                                         |                                              | 94                                           | 94                                           |
| 1961 | 1961                                         |                                              | 87                                           | 87                                           |
| 1967 | 1967                                         |                                              | 92                                           | 92                                           |
| 1970 | 1970                                         |                                              | 95                                           | 95                                           |
| 1980 | 1980                                         |                                              | ?                                            | ?                                            |
| 1990 | 1990                                         |                                              | ?                                            | ?                                            |
| 2000 | 2000                                         |                                              | ?                                            | ?                                            |
| 2011 | 2011                                         |                                              | 81                                           | 81                                           |
| 2014 | 2014                                         |                                              | 80                                           | 80                                           |
| Datenquelle: Historisches Gemeindeverzeichnis für Hessen: Die Bevölkerung der Gemeinden 1834 bis 1967. Wiesbaden: Hessisches Statistisches Landesamt, 1968. Weitere Quellen: LAGIS; Gemeinde Heidenrod; Zensus 2011 |                                              |                                              |                                              |                                              |

#### Religionszugehörigkeit
| • 1885: | 87 evangelische (= 100 %) Einwohner                             |
| • 1961: | 79 evangelische (= 90,80 %), 8 katholische (= 9,20 %) Einwohner |

## Kultur und Sehenswürdigkeiten
Das Ortsbild wird von dem als Evangelische Kapelle genutzten ehemaligen Backhaus geprägt,
einem denkmalgeschützten kleinen Fachwerkbau von 1730, der im Schnittpunkt zweier Ortsstraßen freistehend errichtet wurde. Der Bau verfügt über einen hohen verschieferten Dachreiter mit doppelter geschweifter Haube, der auf eine schon frühere sakrale Nutzung des 1970–71 zur Kirche umgebauten Backhauses schließen lässt. Diese Mehrfachnutzung bzw. Nutzungswandel eines Bauwerks ist besonders in kleinen Dörfern der Region zu finden. Die restaurierte Originalglocke des Dachreiters ist im Innenraum ausgestellt. Am nordwestlichen Ortsrand steht eine etwa 500 Jahre alte Eiche, die als Naturdenkmal geschützt ist.